# MY Camelopardalis

Przykładowy zaćmieniowy układ podwójny – gwiazdy układu MY Cam są niebieskie i praktycznie stykają się powierzchniami.

MY Cam (MY Camelopardalis) – gwiazdowy wczesny układ podwójny należący do młodej gromady otwartej Alicante 1, znajdującej się w asocjacji gwiazdowej Cam OB3. Składa się z dwóch gwiazd wczesnego typu O ciągu głównego i wykazuje modulację jasności sugerującą fotometryczny okres obiegu nieco ponad jeden dzień. Astronomowie dążą do potwierdzenia okresu orbitalnego oraz parametrów orbitalnych i gwiazdowych. MY Cam znajduje się około 13 000 lat świetlnych od Ziemi. Jest najjaśniejszym obiektem tej asocjacji liczącej zaledwie kilka milionów lat. MY Cam znajduje się w gwiazdozbiorze Żyrafy na końcu tylnych nóg, a jego jasność waha się w przedziale między 9,8m i 10,1m.
Dwie gorące, niebieskie gwiazdy, o masie 38 i 32 razy większej od masy Słońca, wykonują pełny obrót wokół siebie w czasie 1,17 dnia. Obie gwiazdy najprawdopodobniej wypełniają swoje powierzchnie Roche’a i nieuchronnie dążą do połączenia w jedną gwiazdę, która będzie miała masę 60 razy większą od masy Słońca. MY Cam jest jednym z najciaśniejszych układów podwójnych. Gwiazdy obracają się wokół siebie z prędkością jednego miliona kilometrów na godzinę.
MY Cam została odkryta jako układ podwójny w 2003 roku. Obydwie gwiazdy nie mają więcej niż dwa miliony lat i prawdopodobnie w momencie utworzenia wyglądały tak, jak widać je dzisiaj. Modele teoretyczne powstawania merdżera sugerują, że połączenie będzie prawdopodobnie następować dość gwałtownie, uwalniając dużą ilość energii podczas wybuchu. Astronomowie nigdy nie byli świadkami takiego połączenia i to tłumaczy ich duże zainteresowanie obiektem MY Cam.